# Phaenocarpa hicoriae
Phaenocarpa hicoriae är en stekelart som beskrevs av Fischer 1974. Phaenocarpa hicoriae ingår i släktet Phaenocarpa och familjen bracksteklar. Inga underarter finns listade i Catalogue of Life.